# Mesterséges madárodú

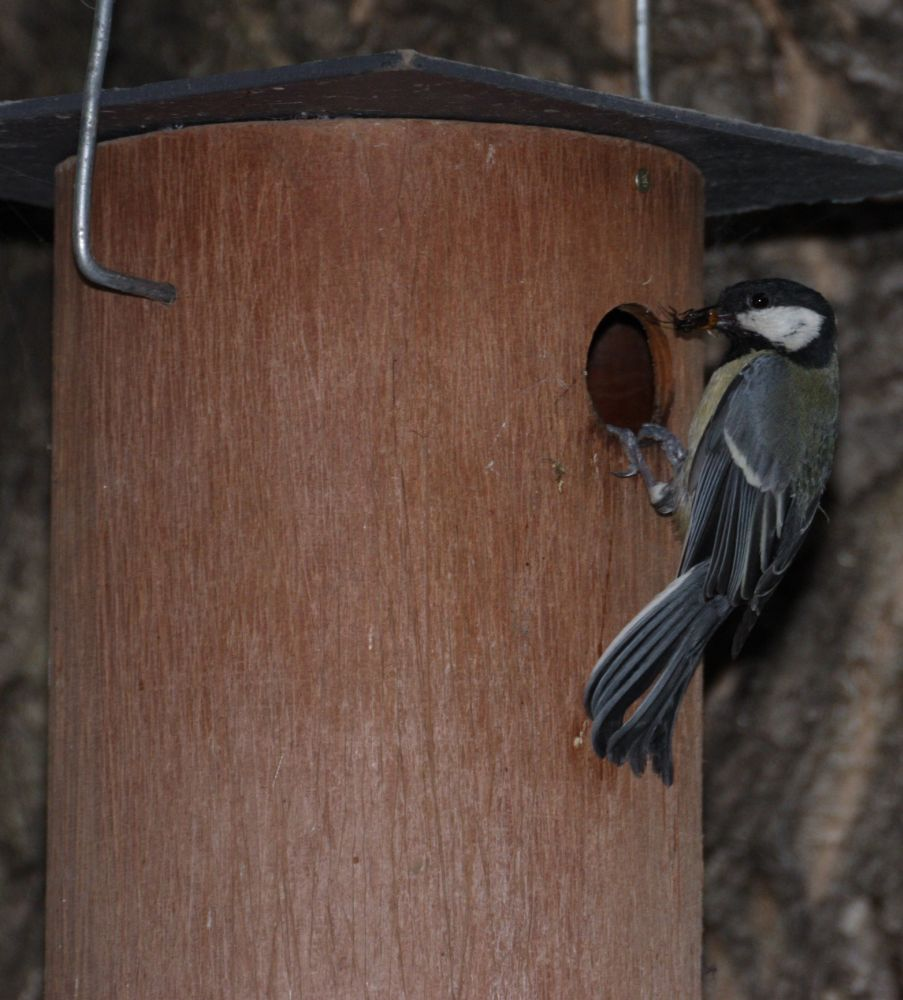
Fiókáit etető széncinege mesterséges fészekodúnál

A mesterséges madárodú a természetes madárodú pótlására szolgál. Mivel az erdőgazdálkodás és a kertek, parkok fenntartása során a természetes odvakkal rendelkező faegyedeket előbb-utóbb kivágják, az odúlakó madárfajok számára mesterséges madárodúval biztosíthatjuk a megtelepedést.
A legtöbb odúlakó madárfaj szívesen elfoglalja a különböző anyagokból készített mesterséges fészekodvakat, amelyekben eredményesen nevelik fel fészekaljaikat.
Magyarországon 1906-tól Herman Ottó és Csörgey Titusz iránymutatásával Kühnel Márton kárászi fűrésztelep-tulajdonos gyártott korszerű madárvédelmi berendezéseket. Termékei hamarosan keresett cikké váltak külföldön is, majd 1929-ben a barcelonai világkiállításon aranyérmet nyertek.

## A mesterséges madárodúk készítésének oka
A természetes odvakat a fatest gombás megbetegedései, mechanikai sérülések révén alakulnak ki, vagy odúkészítő madárfajok, pl. harkályfélék alakítják ki. Ez utóbbi esetben a kéreg, a kambium, a szíjács és a geszt sérülései másodlagos behatolási kapui a farontó gombáknak, amelyek károsítják a faanyagot. A modern erdőgazdálkodás során ezért az odvas faegyedeket az állománynevelési munkák (gyérítések, egészségügyi termelések) során módszeresen eltávolítják az állományokból. Parkokban, parkerdőkben az odvas fákat balesetek (kidőlő fák, letörő ágak) elleni védelem miatt ugyancsak eltávolítják. Mesterséges madárodúk készen is vásárolhatóak, de csak akkor szabad megvenni, ha mérete és kialakítása megfelel valamelyik alaptípusnak és időtálló anyagból készült. Célszerű azonban a szakkönyvekben megadott méretben házilag elkészíteni.

## Mesterséges madárodúk típusai
A típusú madárodú, más néven verébmentes kisodú. Kifejezetten a kék cinege és a barátcinege számára kialakított odútípus. Hazánkban kísérletezték ki, alkalmazását kifejezetten a mesterséges fészekodvakban szívesen megtelepedő házi verebek és mezei verebek kizárása érdekében javasolják. A 25 mm átmérőjű bejárati nyíláson a testesebb verebek nem férnek be, így csak a kisebb testű cinege-fajok tudnak beköltözni. A gyakorlati tapasztalatok szerint elsősorban eternit-csőből vagy a szintén henger alakú 'áttoló karmantyú' néven kapható PVC elem minimális átalakításával (két vagy egy tokelzáró dugóval lezárva a végeket) nyert odúként használható eredményesen. Az utóbbi PVC odú lényegesen jobb hőszigetelési tulajdonságokkal rendelkezik mint az eternitből készült, a tokelzáró dugók alkalmazásával pedig összehasonlíthatatlanul kevesebb munkával alakítható ki.
B típusú madárodú, a legelterjedtebben alkalmazott mesterséges fészekodútípus. 32 mm-es és 46 mm-es röpnyílással készülhet. A szűkebb röpnyílású változat alkalmas a széncinege, az örvös légykapó, a kormos légykapó, a csuszka, valamint az "A" típusú odút is használó a kék cinege és a barátcinege megtelepítésére. A 46 mm-es változat ezeken kívül a nyaktekercs és a seregély költésére is alkalmas. A fatönkből és a deszkából készült "B" típusú odúkban a harkályok, elsősorban a nagy fakopáncs is fészkelhetnek, azonban azok az odú nyílását igényeik szerint kitágítják. Erdei környezetben rendszeresen elfoglalják pelefélék, különösen a nagy pele. A B típusú odú szintén készülhet a fent említett PVC elemekből.
C típusú madárodú, jellemzője a téglalap alakú röpnyílás. Elsősorban az eredetileg sziklarepedésekben, vagy az eresz alatt fészkelő énekesmadarak megtelepítésére alkalmas, mint a házi rozsdafarkú, a kerti rozsdafarkú és a szürke légykapó, de alkalmanként a vörösbegy is elfoglalhatja. Szívesen fészkelnek benne a verebek és a cinegék is.
D típusú madárodú, a legnagyobb méretű és a legritkábban alkalmazott speciális mesterséges madárodú. Alkalmas a búbos banka, szalakóta és a füleskuvik megtelepítésére. A kisebb testű odúlakó fajok is elfoglalják.

## Mesterséges fészekodvak helyes alkalmazása
A különböző típusú mesterséges fészekodúk kifejlesztését madárvédelmi szempontok mellett a kártevők elleni biológiai védekezés szándéka indokolta, elsősorban gyümölcsöskertekben és erdőkben. Olyan helyeken alkalmazhatóak, ahol a megtelepíteni kívánt madárfajok háborítatlan költése és táplálkozási lehetőségei adottak. Ez különösen fontos az érzékeny, speciális élőhelyigényű fajok esetében, mint pl. a szalakóta és a füleskuvik.
A mesterséges madárodút stabilan fatörzshöz, falhoz, vagy oszlophoz rögzíthetjük (A, B, C, D) függőleges (vagy enyhén előre döntött) helyzetben. Az A és B típusú odvakat függesztve is kihelyezhetjük. Ekkor is ügyelni kell rá, alaphelyzetben hogy függőleges legyen és arra, hogy szeles időben, amikor kissé kileng, ne ütődhessen fatörzsnek, vagy faágnak, továbbá a madárodú röpnyílásának minden esetben K, DK-i irányba kell nézniük.
Célszerű a mesterséges madárodút legalább 3 m-es magasságban kihelyezni és ügyelni arra, hogy fészekrabló ragadozók (pl. nyest vagy nyuszt) könnyen ne férhessen hozzá. Kertekben, parkokban esetleg erdős területen alkalmazhatók eredményesen, fás növényzettől mentes városi környezetben (pl. lakótelepek sokadik emeletének erkélyén) valószínűtlen az odúlakó madárfajok megtelepedése.

## Mesterséges fészekodvak karbantartása
Az odúköltő fajok fészkeiben a költés előrehaladtával elszaporodhatnak a különféle élősködő rovarok, emiatt a fészkelésre egyébként alkalmas természetes odvakat se használják folyamatosan. A kihelyezett mesterséges odvakban ugyanez történik, így célszerű azokat évente legalább egy alkalommal, a költési idő végén a felhalmozott fészekanyagot az odúból eltávolítani. A mesterséges fészekodvak használata emiatt rendszeres karbantartást igényel.

## Külső hivatkozások
- Madárbarát kert
- MME Kóka – Fantasztikus madárodú telep Kókán